# Vyšehradské sady
Vyšehradské sady jsou veřejný park v jižní části pražského Vyšehradu. V 15. století se zde nacházely vinice, současnou podobu místo získalo až v 19. století. Sady jsou ohraničeny různými budovami, např. starým purkrabstvím, starým děkanstvím, nebo bazilikou svatého Petra a Pavla. Z největší části je ovšem park lemován hradbami, od nichž jsou krásné výhledy na Prahu, zejména na její západní část. V parku se nachází několik soch, zobrazují zejména osobnosti z české historie.
Kromě Vyšehradských sadů jsou ve vyšehradské pevnosti ještě Karlachovy sady s tzv. Čertovým sloupem a Štulcovy sady s barokní jezdeckou sochou svatého Václava.

## Sochy
V parku jsou umístěna čtyři sousoší Josefa Václava Myslbeka, která původně stála na Palackého mostě nedaleko pod Vyšehradem. Myslbek vyhrál soutěž na výzdobu mostu v roce 1881, v následujících letech na sousoších pracoval a ta byla v letech 1887–1897 postupně osazena na čtyři budky pro výběr mostného na obou koncích mostu. Most však byl při bombardování Prahy v roce 1945 silně poškozen, sochy pak byly roku 1947 umístěny na Vyšehrad a budky při rozšiřování mostu odstraněny.
Každé sousoší v nadživotní velikosti představuje dvojici postav z bájného českého dávnověku, dvě sousoší podle klasických českých pověstí a dvě inspirovaná skladbou z Rukopisu královédvorského, považovaného za falzum ze začátku 19. století.
- Libuše a Přemysl (1890) – bájní čeští vládci sídlící na Vyšehradě, kněžna ve věšteckém gestu upomíná na závěr Smetanovy Libuše; tesaná kopie sousoší, které bylo náletem nejvíc poškozeno
- Ctirad a Šárka (1895) – hrdinové pověsti o dívčí válce, kdy si ženy po smrti Libuše postavily hrad Děvín ležící proti Vyšehradu; Ctirad s rohem v milostném vzplanutí před svou smrtí
- Lumír a Píseň (1888) – Lumír měl být dle zmínky básně o Zábojovi v Rukopise královédvorském bájný pěvec, který odmítl po ukončení dívčích válek zazpívat vítězným mužům oslavnou píseň a namísto toho zazpíval o slavném Vyšehradu; pěvec je dán do kontrastu s alegorií písně v podobě mladé nahé dívky s varytem (strunný nástroj)
- Záboj a Slavoj (1892) – vůdci povstání Čechů proti německým vojskům Luděka z básně Rukopisu královédvorského

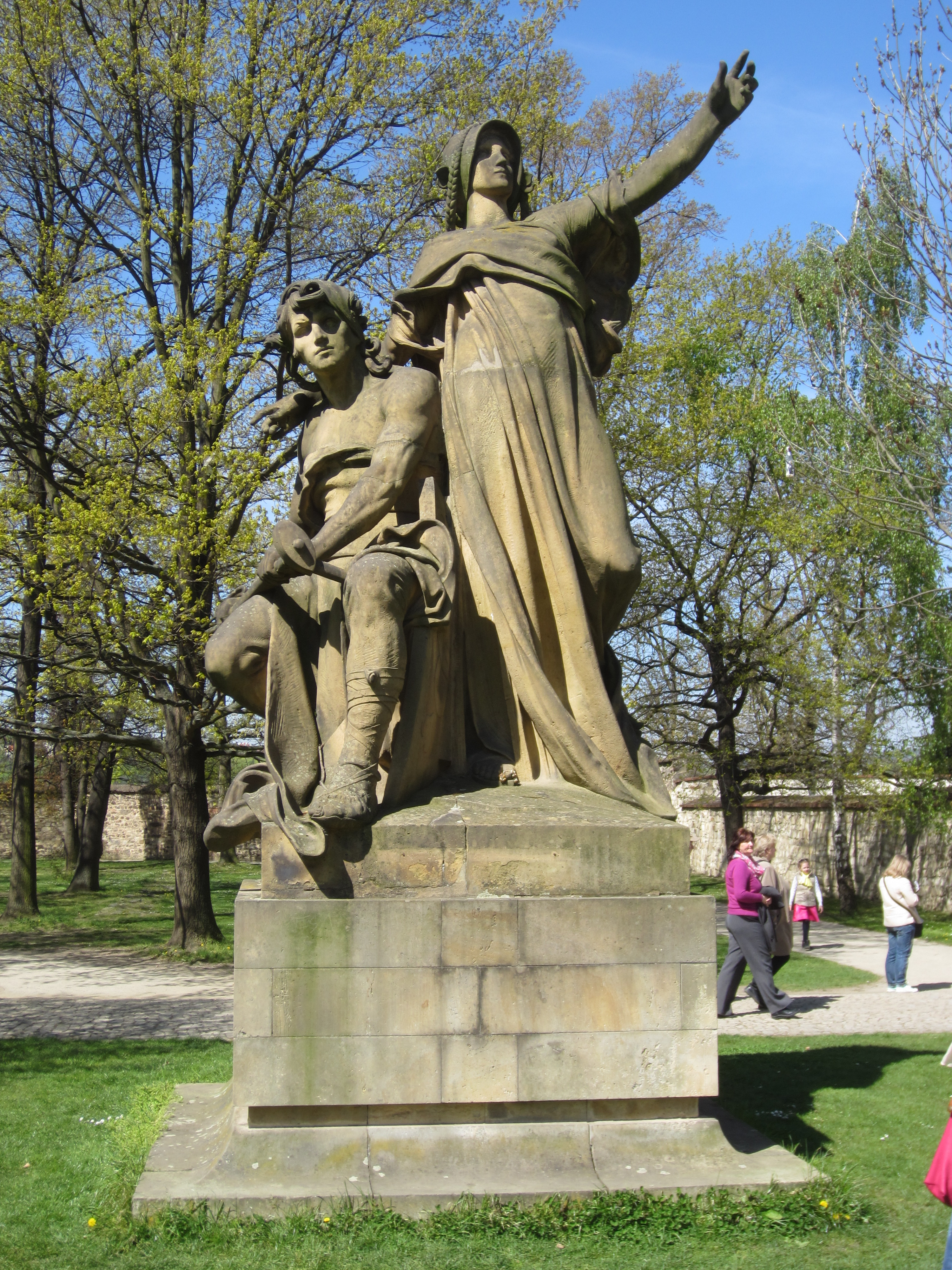
Libuše a Přemysl
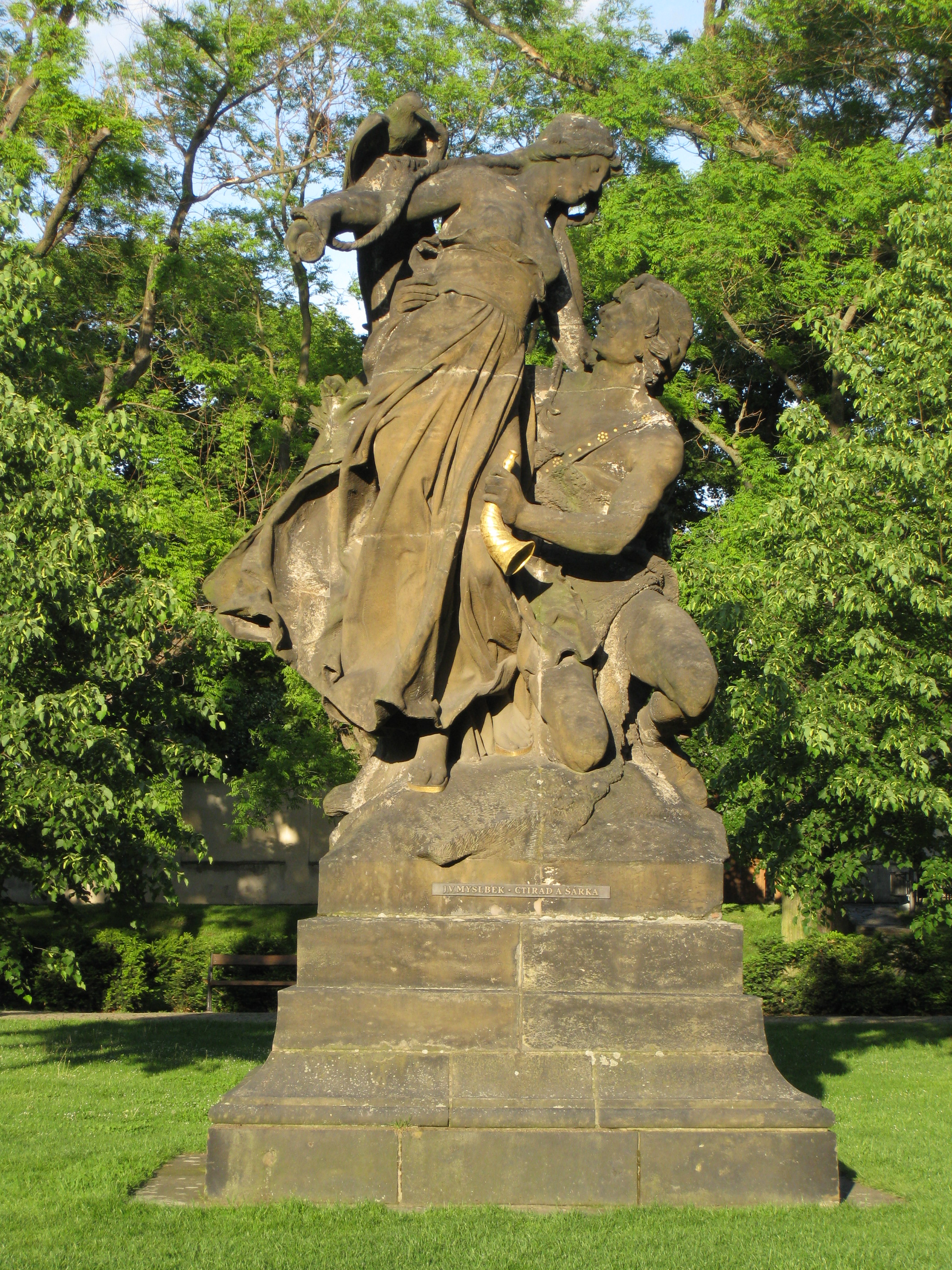
Ctirad a Šárka
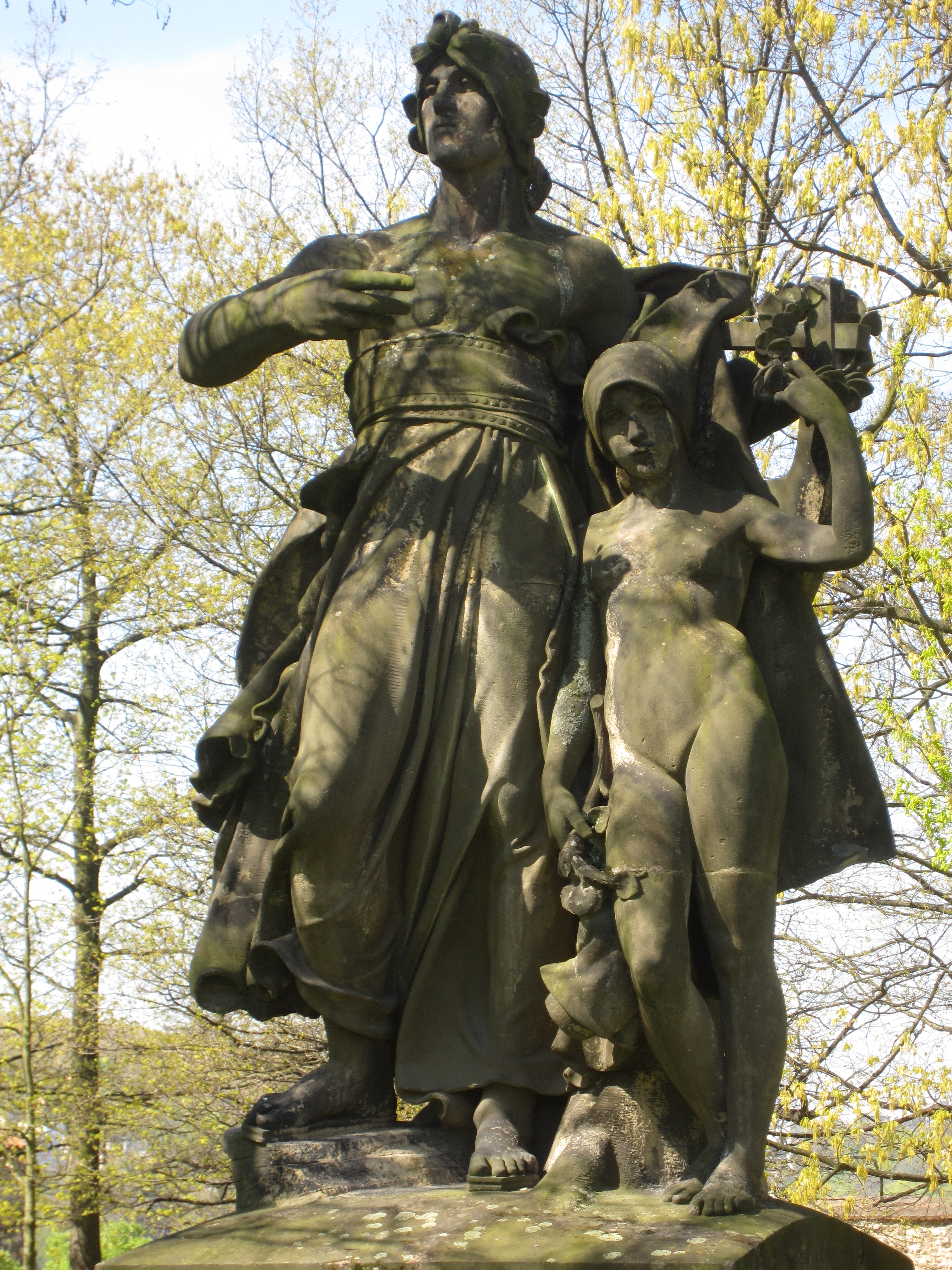
Lumír a Píseň
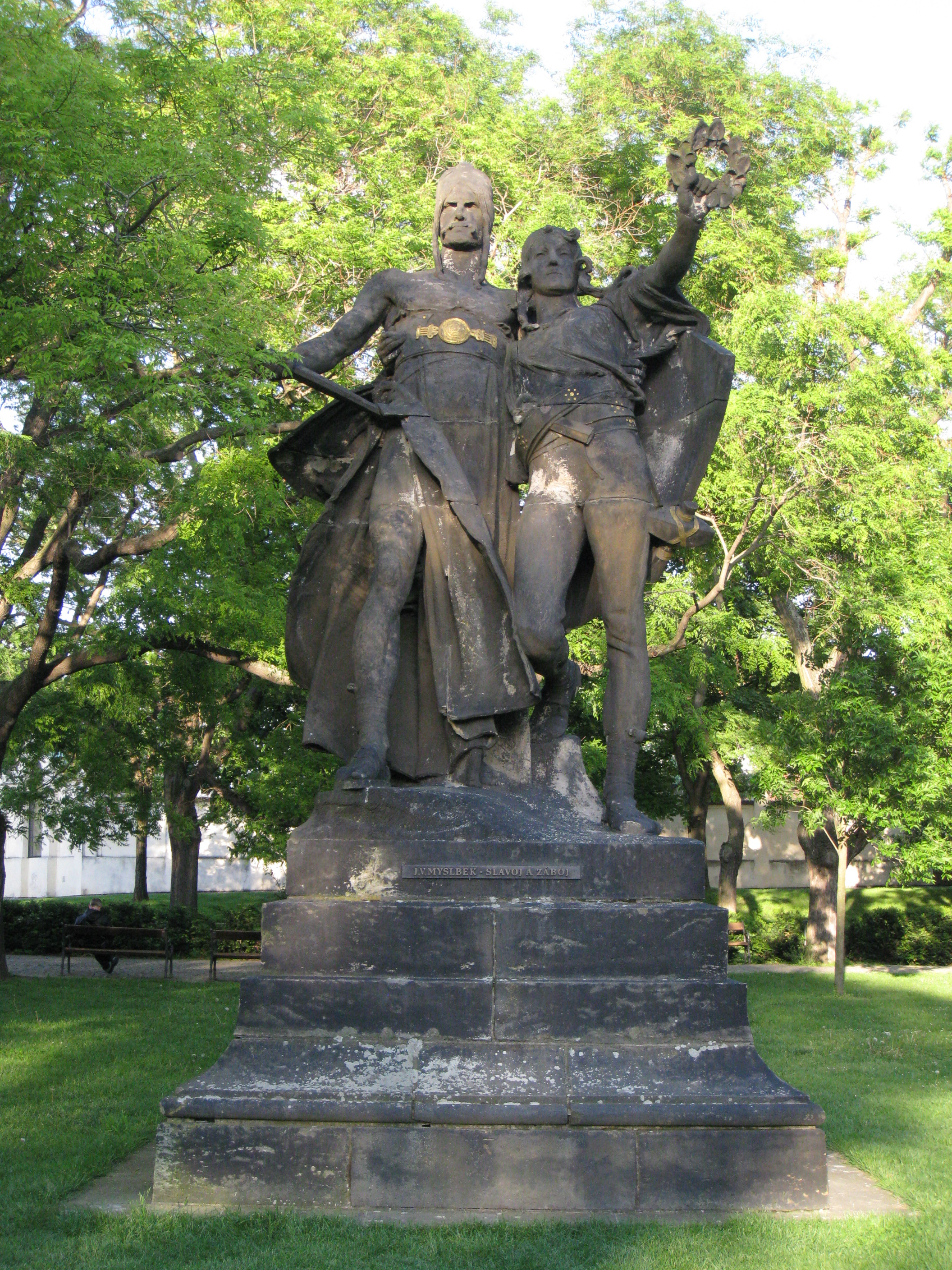
Záboj a Slavoj